# Фёдоровский (Ханты-Мансийский автономный округ)
Фёдоровский — посёлок городского типа в Сургутском районе Ханты-Мансийского автономного округа — Югры России.
Образован 19 ноября 1984 года. Население — 23 614 чел. (2021)

## Физико-географическая характеристика

#### Географическое положение
Посёлок Фёдоровский расположен в 56 километрах по автомобильной дороге и в 43 км по прямой к северу от города Сургута, в северо-западной части Сургутской низины, на слиянии рек Моховой и Меудекъяун.

#### Климат
По климатическим условиям район приравнен к Крайнему Северу.По классификации Кёппена-влажный континентальный(Dfc). Зима холодная, продолжительная — со второй половины октября до середины апреля.

## История
Образован 19 ноября 1984 года решением исполнительного комитета Тюменского областного Совета народных депутатов. Назван в честь Виктора Петровича Федорова (1912—1965) — главного геофизика Сургутской нефтегазоразведочной экспедиции, одного из первооткрывателей Усть-Балыкского, Мегионского, Самотлорского, Западно-Сургутского и др. нефтяных месторождений, а также названного в честь последнего близлежащего Фёдоровского месторождения.

## Население
| 2002    | 2009    | 2010    | 2012    | 2013    | 2014    | 2015    |
| ------- | ------- | ------- | ------- | ------- | ------- | ------- |
| 18 406  | ↗20 114 | ↗20 288 | ↗21 799 | ↗22 779 | ↗23 285 | ↗23 461 |
| 2016    | 2017    | 2018    | 2019    | 2020    | 2021    |         |
| ↗23 692 | ↘23 375 | ↗23 502 | ↘23 091 | ↗23 342 | ↗23 614 |         |

Посёлок Фёдоровский — второй по численности населения населённый пункт Сургутского района после Лянтора.
Национальный состав
В посёлке проживают представители свыше 50 национальностей.
Национальный состав (перепись 2010 г.):
| Национальность                               | Численность (чел.) | Процентное соотношение |
| -------------------------------------------- | ------------------ | ---------------------- |
| Русские                                      | 9658               | 50,34 %                |
| Ногайцы                                      | 1935               | 10,09 %                |
| Украинцы                                     | 1648               | 8,59 %                 |
| Татары                                       | 1540               | 8,03 %                 |
| Башкиры                                      | 557                | 2,90 %                 |
| Азербайджанцы                                | 508                | 2,65 %                 |
| Лезгины                                      | 399                | 2,08 %                 |
| Узбеки                                       | 382                | 1,99 %                 |
| Чуваши                                       | 370                | 1,93 %                 |
| Кумыки                                       | 327                | 1,70 %                 |
| Киргизы                                      | 217                | 1,13 %                 |
| Марийцы                                      | 204                | 1,06 %                 |
| другие национальности                        | 1440               | 7,51 %                 |
| Всего                                        | 20 287             | 100,00%                |
| указали национальность                       | 19 185             | 94,57 %                |
| национальность в переписном листе не указана | 1102               | 5,43 %                 |

## Экономика
Посёлок Фёдоровский — один из ведущих промышленных центров Сургутского района. Основой его экономического развития являются градообразующие предприятия: Нефтегазодобывающее управление «Комсомольскнефть», Фёдоровское управление по повышению нефтеотдачи пластов и капитальному ремонту скважин и другие структурные подразделения ПАО «Сургутнефтегаз».

## Транспорт
Фёдоровский расположен в 4 км от автомобильной дороги регионального значения Сургут—Салехард. Ближайшие железнодорожные станции: Ульт-Ягун и Сургут. Действует регулярное автобусное сообщение с городами Сургут и Когалым, деревней Русскинская. Общественный транспорт представлен маршрутным такси.

## Образование
В посёлке действуют 8 дошкольных образовательных учреждений, 3 образовательных школы, учреждения дополнительного образования: «Фёдоровская детская школа искусств», «Центр детского творчества».

## Здравоохранение
Профилактику и лечение заболеваний фёдоровчан осуществляет бюджетное учреждение «Фёдоровская городская больница».

## Средства массовой информации
Еженедельно выходит в свет поселковая газета «Фёдоровская ярмарка». 